# Nazionale maschile under 19 di football americano della Finlandia
La Nazionale di football americano Under-19 della Finlandia è la selezione maschile di football americano della SAJL, che rappresenta la Finlandia nelle varie competizioni ufficiali o amichevoli riservate a squadre nazionali Under-19.

## Risultati
Legenda: Grassetto: Risultato migliore, Corsivo: Mancate partecipazioni

## Dettaglio stagioni

### Amichevoli
| Stagione | Vin | Par | Per | Tot | PF  | PS  | avversaria |
| -------- | --- | --- | --- | --- | --- | --- | ---------- |
| 1992     | 0   | 0   | 1   | 1   | 3   | 28  | Svezia     |
| 1993     | 0   | 0   | 1   | 1   | 14  | 15  | Svezia     |
| 1994     | 1   | 0   | 0   | 1   | 20  | 0   | Svezia     |
| 1995     | 1   | 0   | 0   | 1   | 50  | 8   | Svezia     |
| 1996     | 0   | 0   | 1   | 1   | 25  | 26  | Svezia     |
| 1998     | 0   | 0   | 1   | 1   | 0   | 19  | Svezia     |
| 1999     | 0   | 0   | 1   | 1   | 0   | 20  | Russia     |
| Totale   | 3   | 0   | 6   | 9   | 126 | 137 |            |

### Tornei

#### Campionato europeo

##### Europeo ante 2022

###### Fase finale
| Stagione | regular season | regular season | regular season | regular season | regular season | regular season | playoff | playoff | playoff | playoff | playoff | playoff       | playoff    |
|          | Vin            | Par            | Per            | Tot            | PF             | PS             | Vin     | Per     | Tot     | PF      | PS      | risultato     | avversaria |
| -------- | -------------- | -------------- | -------------- | -------------- | -------------- | -------------- | ------- | ------- | ------- | ------- | ------- | ------------- | ---------- |
| 1992     | -              | -              | -              | -              | -              | -              | 2       | 0       | 2       | 54      | 7       | Campioni      | Francia    |
| 1994     | 3              | 0              | 0              | 3              | 139            | 14             | 1       | 0       | 1       | 37      | 16      | Campioni      | Germania   |
| 1996     | 2              | 0              | 0              | 2              | 86             | 14             | 1       | 0       | 1       | 24      | 7       | Campioni      | Svezia     |
| 1998     | 1              | 0              | 1              | 2              | 59             | 32             | 1       | 0       | 1       | 34      | 6       | Terzo posto   | Russia     |
| 2000     | 1              | 0              | 1              | 2              | 37             | 48             | 0       | 1       | 1       | 0       | 10      | Quarto posto  | Austria    |
| 2004     | 0              | 0              | 3              | 3              | 12             | 67             | 0       | 1       | 1       | 0       | 7       | Ottavo posto  | Rep. Ceca  |
| 2006     | 0              | 0              | 3              | 3              | 52             | 79             | 1       | 0       | 1       | 19      | 0       | Settimo posto | Rep. Ceca  |
| 2008     | 1              | 0              | 2              | 3              | 29             | 89             | 1       | 0       | 1       | 39      | 21      | Settimo posto | Spagna     |
| 2017     | 0              | 0              | 2              | 2              | 54             | 96             | -       | -       | -       | -       | -       | Terzo posto   | Svezia     |
| 2019     | -              | -              | -              | -              | -              | -              | 2       | 1       | 3       | 42      | 39      | Quinto posto  | Spagna     |
| 2023     | -              | -              | -              | -              | -              | -              | 1       | 1       | 2       | 40      | 67      | Terzo posto   | Danimarca  |
| Totale   | 8              | 0              | 10             | 18             | 414            | 343            | 10      | 4       | 14      | 289     | 180     |               |            |

Fonte: idrottonline.se

###### Qualificazioni
| Stagione | regular season | regular season | regular season | regular season | regular season | regular season | playoff | playoff | playoff | playoff | playoff | playoff   | playoff       |
|          | Vin            | Par            | Per            | Tot            | PF             | PS             | Vin     | Per     | Tot     | PF      | PS      | risultato | avversaria    |
| -------- | -------------- | -------------- | -------------- | -------------- | -------------- | -------------- | ------- | ------- | ------- | ------- | ------- | --------- | ------------- |
| 2000     | -              | -              | -              | -              | -              | -              | ?       | ?       | 1       | ?       | ?       |           | Norvegia      |
| 2002     | -              | -              | -              | -              | -              | -              | 0       | 1       | 1       | 26      | 28      |           | Rep. Ceca     |
| 2004     | -              | -              | -              | -              | -              | -              | 1       | 0       | 1       | 21      | 13      |           | Danimarca     |
| 2006     | -              | -              | -              | -              | -              | -              | 1       | 0       | 1       | 14      | 0       |           | Paesi Bassi   |
| 2011     | -              | -              | -              | -              | -              | -              | 0       | 1       | 1       | 14      | 20      |           | Danimarca     |
| 2013     | -              | -              | -              | -              | -              | -              | 0       | 1       | 1       | 6       | 27      |           | Danimarca     |
| 2015     | 1              | 0              | 1              | 2              | 21             | 27             | -       | -       | -       | -       | -       |           | Gran Bretagna |
| 2019     | -              | -              | -              | -              | -              | -              | 1       | 0       | 1       | 69      | 0       |           | Russia        |
| Totale   | 1              | 0              | 1              | 2              | 21             | 27             | 3+?     | 3+?     | 7       | 150+?   | 87+?    |           |               |

Fonte: idrottonline.se

##### Europeo B
| Stagione | regular season | regular season | regular season | regular season | regular season | regular season | playoff | playoff | playoff | playoff | playoff | playoff   | playoff    |
|          | Vin            | Par            | Per            | Tot            | PF             | PS             | Vin     | Per     | Tot     | PF      | PS      | risultato | avversaria |
| -------- | -------------- | -------------- | -------------- | -------------- | -------------- | -------------- | ------- | ------- | ------- | ------- | ------- | --------- | ---------- |
| 2022     | -              | -              | -              | -              | -              | -              | 2       | 0       | 2       | 55      | 34      | Campioni  | Italia     |
| Totale   | -              | -              | -              | -              | -              | -              | 2       | 0       | 2       | 55      | 34      |           |            |

Fonte: idrottonline.se

#### Campionato nordico
| Stagione | regular season | regular season | regular season | regular season | regular season | regular season | playoff | playoff | playoff | playoff | playoff | playoff       | playoff        |
|          | Vin            | Par            | Per            | Tot            | PF             | PS             | Vin     | Per     | Tot     | PF      | PS      | risultato     | avversaria     |
| -------- | -------------- | -------------- | -------------- | -------------- | -------------- | -------------- | ------- | ------- | ------- | ------- | ------- | ------------- | -------------- |
| 1997     | -              | -              | -              | -              | -              | -              | 2       | 0       | 2       | 79      | 12      | Campioni      | Svezia         |
| 1999     | -              | -              | -              | -              | -              | -              | 1       | 1       | 2       | 62      | 41      | Secondo posto | Russia         |
| 2001     | 1              | 0              | 1              | 2              | 67             | 31             | -       | -       | -       | -       | -       | Secondo posto | Svezia         |
| 2003     | -              | -              | -              | -              | -              | -              | 1+?     | 0+?     | 2       | 14      | 6       | Campioni      | Svezia         |
| 2005     | -              | -              | -              | -              | -              | -              | 2       | 0       | 2       | 66      | 17      | Campioni      | Danimarca      |
| 2007     | -              | -              | -              | -              | -              | -              | 1       | 1       | 2       | 27      | 9       | Secondo posto | Svezia         |
| 2009     | -              | -              | -              | -              | -              | -              | 0+?     | ?       | 2       | ?       | ?       | ?             | non conosciuta |
| 2010     | -              | -              | -              | -              | -              | -              | ?       | 0+?     | 2       | 6       | 28      | Secondo posto | Svezia         |
| 2012     | 0              | 0              | 2              | 2              | 26             | 74             | -       | -       | -       | -       | -       | Terzo posto   | Svezia         |
| 2014     | 1              | 0              | 1              | 2              | 35             | 29             | -       | -       | -       | -       | -       | Secondo posto | Danimarca      |
| 2016     | 2              | 0              | 0              | 2              | 86             | 28             | -       | -       | -       | -       | -       | Campioni      | Svezia         |
| 2018     | -              | -              | -              | -              | -              | -              | 1       | 1       | 2       | 51      | 33      | Secondo posto | Svezia         |
| Totale   | 4              | 0              | 4              | 8              | 214            | 162            | 7+?     | 3+?     | 16      | 305+?   | 146+?   |               |                |

Fonte: idrottonline.se

### Riepilogo partite disputate
| Anno              | Luogo        | Evento             | Fase del torneo          | Incontro                  | Risultato    |
| 1992              | Heinola      | Amichevole         |                          | Finlandia - Svezia        | 3 - 28       |
| 1992              | Tolone       | Europeo            | Semifinale               | Finlandia - Italia        | 38 - 0       |
| 1992              | Tolone       | Europeo            | Finale                   | Finlandia - Francia       | 16 - 7       |
| 1993              | Stoccolma    | Amichevole         |                          | Svezia - Finlandia        | 15 - 14      |
| 1994              | Berlino      | Europeo            | Girone                   | Finlandia - Austria       | 41 - 7       |
| 1994              | Berlino      | Europeo            | Girone                   | Francia - Finlandia       | 7 - 30       |
| 1994              | Berlino      | Europeo            | Girone                   | Finlandia - Danimarca     | 68 - 0       |
| 1994              | Berlino      | Europeo            | Finale                   | Finlandia Germania        | 37 - 16      |
| 1994              | Helsinki     | Amichevole         |                          | Finlandia - Svezia        | 20 - 0       |
| 1995              | Uppsala      | Amichevole         |                          | Svezia - Finlandia        | 8 - 50       |
| 1996              | Germania     | Europeo            | Girone                   | Finlandia - Italia        | 38 - 14      |
| 1996              | Germania     | Europeo            | Girone                   | Finlandia - Spagna        | 48 - 0       |
| 1996              | Germania     | Europeo            | Finale                   | Finlandia - Svezia        | 24 - 7       |
| 1996              | Helsinki     | Amichevole         |                          | Finlandia - Svezia        | 25 - 26      |
| 1997              | Västerås     | Campionato nordico | Semifinale               | Finlandia - Danimarca     | 72 - 6       |
| 1997              | Västerås     | Campionato nordico | Finale                   | Svezia - Finlandia        | 6 - 7        |
| 1998              | Germania     | Europeo            | Girone                   | Francia - Finlandia       | 25 - 10      |
| 1998              | Germania     | Europeo            | Girone                   | Finlandia - Gran Bretagna | 49 - 7       |
| 1998              | Germania     | Europeo            | Finale 3º - 4º posto     | Finlandia - Russia        | 34 - 6       |
| 1998              | Helsinki     | Amichevole         |                          | Finlandia - Svezia        | 19 - 0       |
| 15 maggio 1999    | Lahti        | Amichevole         |                          | Finlandia - Russia        | 0 - 20       |
| 1999              | Fredericia   | Campionato nordico | Semifinale               | Finlandia - Norvegia      | 55 - 14      |
| 1999              | Fredericia   | Campionato nordico | Finale                   | Finlandia - Russia        | 7 - 27       |
| 2000              | ?            | Europeo            | Girone                   | Germania - Finlandia      | 48 - 6       |
| 2000              | ?            | Europeo            | Girone                   | Finlandia - Gran Bretagna | 31 - 0       |
| 2000              | ?            | Europeo            | Finale 3º - 4º posto     | Finlandia - Austria       | 0 - 10       |
| 2001              | Helsinki     | Campionato nordico | Girone                   | Finlandia - Danimarca     | 46 - 0       |
| 2001              | Helsinki     | Campionato nordico | Girone                   | Finlandia - Svezia        | 21 - 31      |
| 2002              | Helsinki     | Europeo            | Qualificazioni           | Finlandia - Rep. Ceca     | 26 - 28      |
| 2003              | Oslo         | Campionato nordico | Semifinale               | Finlandia - Danimarca     | 7 - 6        |
| 2003              | Oslo         | Campionato nordico | Finale                   | Finlandia - Svezia        | 7 - 0 o.t.   |
| 2004              | Helsinki     | Europeo            | Qualificazioni           | Finlandia - Danimarca     | 21 - 13      |
| 2004              | Mosca        | Europeo            | Girone                   | Austria - Finlandia       | 36 - 0       |
| 2004              | Mosca        | Europeo            | Girone                   | Finlandia - Germania      | 0 - 20       |
| 2004              | Mosca        | Europeo            | Girone                   | Finlandia - Svezia        | 12 - 13      |
| 2004              | Mosca        | Europeo            | Finale 7º - 8º posto     | Rep. Ceca - Finlandia     | 7 - 0        |
| 2005              | Tyresö       | Campionato nordico | Semifinale               | Finlandia - Norvegia      | 42 - 7       |
| 2005              | Tyresö       | Campionato nordico | Finale                   | Finlandia - Danimarca     | 24 - 10      |
| 2006              | Finlandia    | Europeo            | Qualificazioni           | Finlandia - Paesi Bassi   | 14 - 0       |
| 2006              | Stoccolma    | Europeo            | Girone                   | Francia - Finlandia       | 19 - 6       |
| 2006              | Stoccolma    | Europeo            | Girone                   | Finlandia - Russia        | 13 - 14      |
| 2006              | Stoccolma    | Europeo            | Girone                   | Svezia - Finlandia        | 46 - 33      |
| 2006              | Stoccolma    | Europeo            | Finale 7º - 8º posto     | Rep. Ceca - Finlandia     | 0 - 19       |
| 2007              | Aalborg      | Campionato nordico | Semifinale               | Finlandia - Norvegia      | 27 - 0       |
| 2007              | Aalborg      | Campionato nordico | Finale                   | Svezia - Finlandia        | 9 - 0        |
| 13 luglio 2008    | Siviglia     | Europeo            | Girone                   | Germania - Finlandia      | 34 - 7       |
| 15 luglio 2008    | Siviglia     | Europeo            | Girone                   | Finlandia - Austria       | 13 - 9       |
| 17 luglio 2008    | Siviglia     | Europeo            | Girone                   | Danimarca - Finlandia     | 46 - 6       |
| 19 luglio 2008    | Siviglia     | Europeo            | Finale 7º - 8º posto     | Spagna - Finlandia        | 21 - 39      |
| 2009              | Kristiansand | Campionato nordico | Semifinale               | Finlandia - Danimarca     | p - v        |
| 2009              | Kristiansand | Campionato nordico | Finale 3º - 4º posto     | Norvegia - Finlandia      | ? - ?        |
| 2010              | Vantaa       | Campionato nordico | Semifinale               | Finlandia - ?             | ? - ?        |
| 2010              | Vantaa       | Campionato nordico | Finale                   | Finlandia - Svezia        | 6 - 28       |
| 30 aprile 2011    | Danimarca    | Europeo            | Qualificazioni           | Danimarca - Finlandia     | 20 - 14      |
| 2012              | Örebro       | Campionato nordico | Girone                   | Danimarca - Finlandia     | 32 - 26 o.t. |
| 2012              | Örebro       | Campionato nordico | Girone                   | Svezia - Finlandia        | 42 - 0       |
| 6 aprile 2013     | Gentofte     | Europeo            | Qualificazioni           | Danimarca - Finlandia     | 27 - 6       |
| 2014              | Rønne        | Campionato nordico | Girone                   | Finlandia - Danimarca     | 35 - 10      |
| 2014              | Rønne        | Campionato nordico | Girone                   | Svezia - Finlandia        | 19 - 0       |
| 8 maggio 2015     | Vejle        | Europeo            | Qualificazioni           | Svezia - Finlandia        | 12 - 0       |
| 10 maggio 2015    | Vejle        | Europeo            | Qualificazioni           | Finlandia - Gran Bretagna | 21 - 15      |
| 2016              | Vantaa       | Campionato nordico | Girone                   | Danimarca - Finlandia     | 14 - 56      |
| 2016              | Vantaa       | Campionato nordico | Girone                   | Finlandia - Svezia        | 30 - 14      |
| 12 luglio 2017    | Gentofte     | Campionato europeo | Girone                   | Danimarca - Finlandia     | 35 - 24      |
| 13 luglio 2017    | Gentofte     | Campionato europeo | Girone                   | Svezia - Finlandia        | 61 - 30      |
| 17 ottobre 2018   | Kristianstad | Campionato nordico | Semifinale               | Finlandia - Danimarca     | 39 - 6       |
| 2018              | Kristianstad | Campionato nordico | Finale                   | Svezia - Finlandia        | 27 - 12      |
| 5 maggio 2019     | Vantaa       | Europeo            | Qualificazioni           | Finlandia - Russia        | 69 - 0       |
| 29 luglio 2019    | Bologna      | Europeo            | Quarti di finale         | Francia - Finlandia       | 30 - 0       |
| 1º agosto 2019    | Bologna      | Europeo            | Semifinale 5º - 8º posto | Norvegia - Finlandia      | 0 - 28       |
| 4 agosto 2019     | Bologna      | Europeo            | Finale 5º - 6º posto     | Finlandia - Spagna        | 13 - 9       |
| 6 luglio 2022     | Bologna      | Europeo B          | Semifinale               | Finlandia - Gran Bretagna | 22 - 11      |
| 9 luglio 2022     | Bologna      | Europeo B          | Finale                   | Finlandia - Italia        | 33 - 23      |
| 9 aprile 2023     | Vienna       | Europeo A          | Semifinale               | Austria - Finlandia       | 45 - 12      |
| 16 settembre 2023 | Vantaa       | Europeo A          | Finale 3º - 4º posto     | Finlandia - Danimarca     | 28 - 22      |

## Confronti con le altre Nazionali
Questi sono i saldi della Finlandia nei confronti delle Nazionali incontrate.

### Saldo positivo
| Nazionale     | Giocate | Vinte | Pareggiate | Perse | PF    | PS    | Ultima vittoria | Ultimo pari | Ultima sconfitta |
| ------------- | ------- | ----- | ---------- | ----- | ----- | ----- | --------------- | ----------- | ---------------- |
| Norvegia      | 5       | 4+?   | ?          | ?     | 152+? | 21+?  | 2019            | ?           | ?                |
| Gran Bretagna | 4       | 4     | 0          | 0     | 123   | 33    | 2022            | -           | -                |
| Italia        | 3       | 3     | 0          | 0     | 109   | 37    | 2022            | -           | -                |
| Spagna        | 3       | 3     | 0          | 0     | 100   | 30    | 2019            | -           | -                |
| Paesi Bassi   | 1       | 1     | 0          | 0     | 14    | 0     | 2006            | -           | -                |
| Danimarca     | 16      | 10    | 0          | 6     | 472+? | 246+? | 2023            | ?           | 2017             |

### Saldo negativo
| Nazionale | Giocate | Vinte | Pareggiate | Perse | PF  | PS  | Ultima vittoria | Ultimo pari | Ultima sconfitta |
| --------- | ------- | ----- | ---------- | ----- | --- | --- | --------------- | ----------- | ---------------- |
| Russia    | 5       | 2     | 0          | 3     | 123 | 67  | 2019            | -           | 2006             |
| Francia   | 5       | 2     | 0          | 3     | 62  | 88  | 1994            | -           | 2019             |
| Austria   | 5       | 2     | 0          | 3     | 72  | 107 | 2008            | -           | 2023             |
| Svezia    | 20      | 7     | 0          | 13    | 313 | 392 | 2016            | -           | 2018             |
| Rep. Ceca | 3       | 1     | 0          | 2     | 45  | 35  | 2006            | -           | 2004             |
| Germania  | 4       | 1     | 0          | 3     | 50  | 118 | 1994            | -           | 2008             |